# Leuenkopf
Leuenkopf är en bergstopp i Österrike.   Den ligger i distriktet Bregenz och förbundslandet Vorarlberg, i den västra delen av landet, 500 km väster om huvudstaden Wien. Toppen på Leuenkopf är 1 830 meter över havet, eller 255 meter över den omgivande terrängen. Bredden vid basen är 4,4 km. Leuenkopf ingår i Kanisfluh.
Terrängen runt Leuenkopf är varierad. Runt Leuenkopf är det ganska tätbefolkat, med 166 invånare per kvadratkilometer.. Närmaste större samhälle är Dornbirn, 9,0 km nordväst om Leuenkopf. 
I omgivningarna runt Leuenkopf växer i huvudsak blandskog.